# Трубка коммунара (фильм)
Жестокая «Трубка коммунара» (1929) великого театрального режиссера Константина Марджанишвили о мальчике, убитом «версальскими» контрреволюционерами.
«Трубка коммунара» — советский художественный чёрно-белый немой фильм 1929 года — экранизация одноимённого рассказа Ильи Эренбурга — режиссёр Котэ Марджанишвили, художник-декоратор Валериан Сидамон-Эристави.

## Сюжет
1871 год, Парижская коммуна, коммунары держат оборону против версальцев.
На баррикадах форта Святого Винценсия среди у пушки возится четырехлетний мальчик Жюль Ру, сын коммунара и каменщика Луи Ру, и внук погибшего на баррикадах 1848 года каменщика Жана Ру. Он также один из коммунаров — «блузников» — как презрительно хозяева называют нищих рабочих.
Маленький Ру, как и отец Ру, забавляется трубкой, которую он, правда, не курит, а лишь пускает мыльные пузыри.
Когда защитники форта почти все погиби — остаётся лишь отец, мальчик и ещё три «блузника» — коммунарам предлагают переговоры, и Луи Ру, ради сына решает сдаться, поверив «белому флагу» версальцев. Но коммунаров расстреливают, оставляя в живых лишь мальчика, которого увозят в Версаль — показать знати как нечто забавное — ребёнок-коммунар.
Великосветские дамы из буржуазии, удивляясь, смеясь над его единственной в жизни игрушкой — трубкой, обращаются с ним как со своей «игрушкой», унижая этого маленького «дикаря», доводя своё развлечение до конца — парижская аристократка Габриелью де Бонивэ, прекраснейшая женщина прекраснейшего из городов, убивает малыша Ру.

Пусть память о маленьком коммунаре говорит вам о великой ненависти! Увидя белый флаг в руках ваших врагов во имя всей радости жизни, во имя революции— не опускайте оружия!— финальный титр фильма

## В ролях
Вот тип французского рабочего, с большой правдивостью переданный народным артистом Грузинской ССР Ушангом Чхеидзе. Вот образ француженки в замечательном исполнении народной артистки СССР Верико Анджапаридзе. 
Вот, наконец, маленький мальчик, своей непосредственностью и трогательно простой игрой заставляющий зрителя интересом и волнением следить за событиями от начала до конца.
В главных ролях:
- Ушанги Чхеидзе — каменщик Ру
- Верико Анджапаридзе — тётка Луиза
- Серёжа Забозлаев — маленький Жюль Ру
- Т. Мензон — Габриэль де Бониве

В эпизодах (в титрах не указаны):
- Александр Жоржолиани — офицер-версалец
- Тамара Чавчавадзе — коммунар
- Шалва Гамбашидзе — мясник
- Шалва Хонели — эпизод
- и другие.

## Литературная основа
Из «Тринадцати трубок» необыкновенно популярна была новелла «Трубка коммунара» — короткий приговор французской буржуазии.— Константин Федин
Фильм снят по одноимённой новелле Ильи Эренбурга, впервые опубликована в газете «Московский понедельник» 11 сентября 1922 года, через год вошла как «новелла № 2» в широкоизвестный сборник-цикл «Тринадцать трубок», но всегда выделялась автором, так в 1926 году была первой в сборнике трёх рассказов цикла («Три рассказа о трубках», Л., Прибой, 1926), а в 1928 году дала название сборнику («Трубка коммунара», Сборник, Н. Новгород, 1928). Вернувшийся из заграницы Эринбург для своего публичного чтения выбрал именно этот рассказ.
Ещё до появления цикла — в 1923 году — была издана в Германии, как книжка для детей, с оформлением обложки Любовью Козинцевой.
Это наиболее известная и очень популярная новелла писателя, многократно перепечатывалась и инсценировалась:

Даже после выхода в свет всей книги «Трубка коммунара» неоднократно издавалась отдельно в «Красной нови», «Огоньке», в Госиздате Украины (1924—25) и т. д. Более того, в 1925 году «Новая Москва» выпустила театрализованную инсценировку «Маленький коммунар», сделанную по новелле Эренбурга. Инсценировка была не только весьма динамичной, но и сохранила рефренное строение новеллы, с повторяющимися во всех трех частях (в трех поколениях).

## Критика
Некоторая современная критика была «очень суровой», так 27 августа 1929 года в ленинградской газете «Кино» о фильме была статья озаглавленаяя «Марджановщина», где, в частности, говорилось: «Безграмотная, невежественная вещь. Поручили правлению вынести резко отрицательную резолюцию. …. Безграмотное оформление большой значительной темы компрометирует саму тему», а журнал «Кино и культура» (1929) и вовсе писал: «В результате получилась „развесистая клюква“, граничащая с халтурой».
Киновед Стелла Гуревич недостатки фильма объясняла тем, что режиссёр Котэ Марджанишвили — прежде всего театральный режиссёр, и фильм снят некинематографично, имел большую дробность сцен, предполагавшую «частую смену декораций по типу меерхольдовских» (прим.: имеется ввиду оформление сцены сменяемыми щитами на роликах), сделавшую неудачной экранизацию:

В постановке Константина Марджанова было гораздо меньше от кинематографа. Вернее, то был старый, допотопный кинематограф с обилием длиннейших титровых вставок (первая, к примеру, стилем популярного исторического учебника излагала события 1871 г.) . Фильм безвозмездно утратил основной сюжетный и стилистический стержень «Трубки коммунара» — строгую рефренность, придававшую этой изящной и аскетичной новелле форму сжатых спиральных витков.
В то же время высоко значение фильма: в историю кино фильм вошёл как достижение советского грузинского кинематографа, киновед Михаил Трофименков отнёс фильм к его к великим фильмам 1920—1930-х годов, поставив рядом с «Двадцать шесть комиссаров» (1932) Николая Шенгелая, а «Очерки истории советского кино» (1959) относят фильм к одним из первых фильмов для детей.

Режиссёр стремился возможно точнее воссоздать обстановку Парижской коммуны, образы коммунаров и их врагов. В фильме был ряд моментов впечатляюще и убедительно характеризовавших эпоху.— Искусство кино,1968

мне особенно отчётливо запомнился фильм «Трубка коммунара». В нём очень много правдивых деталей, через которые глубоко и убедительно показывается общее. Обстановка и весь характер Парижской коммуны даны в фильме со страстным творческим проникновением. Скромно, но чрезвычайно удачно построенные декорации парижских улиц, костюмы, человеческие типы все подобрано и выполнено с неподражаемым режиссёрским чутьём, с безошибочным чувством меры. … В этой картине Константин Александрович осуществил свой принцип «видения в кино» как истинный кинорежиссёр.— Нато Вачнадзе